# 헨리크 세테르베리
칼 헨리크 세테르베리(스웨덴어: Carl Henrik Zetterberg, 1980년 10월 9일 ~ )는 스웨덴의 은퇴한 아이스하키 선수로 포지션은 센터이다. 2018년까지 내셔널 하키 리그(NHL)의 디트로이트 레드윙스의 주장을 맡았으며, 2008년 스탠리컵 우승을 차지했고, NHL 플레이오프 최우수 선수한테 주는 콘 스미스 트로피를 받았다. 스웨덴 아이스하키 대표팀 소속으로도 활약하여 2006년 동계 올림픽과 2006년 세계 선수권 대회에서 우승을 차지하여 최초로 같은 해에 열린 올림픽과 세계 아이스하키 선수권 대회를 제패한 최초의 국가대표팀의 일원이 되었다. 이 공적으로 트리플 골드 클럽에 가입했다.
그는 2021년까지 디트로이트와 계약이 되어있으나 허리 부상으로 인해 경기에 출전하지 못했다. 이로 인해 2018년을 마지막으로 은퇴했다.